# حمدون النحوي
أبو عبد الله محمد بن إسماعيل القيرواني المغربي الأفريقي (؟ - ما بعد 200هـ) يُعرَف بحمدون النحوي، هو نحويٌّ من المغرب، ومن أوائل رجال المدرسة النحوية في الأندلس والمغرب الإسلامي.

## حياته
ولِدَ محمد بن إسماعيل أبو عبد الله في مدينة القيروان بتونس حديثاً، وبعد أن ذاع صيته في النحو عُرِفَ بحمدون النحوي واشتهر بهذا الاسم، وكان يُلَقَّب إلى جانب ذلك بالنعجة. نشأ حمدون في القيروان، وأخذ العلم من نحاة المغرب الإسلامي، ومن بينهم المهري، وكان اهتمامه ينصبُّ على النَّحو وغريب اللغة. حمدون النحوي هو أوَّل من يحفظ كتاب سيبويه في المغرب، وله عدَّة مصنَّفات في النحو. على الرغم من مكانته العلمية فهو - كما يروى عنه - لم يكن ذا منطقٍ سديد، ويُروى أنَّه كان واحداً من المتشدِّقين في كلامه المتقعِّرين في خطابه. نظَمَ حمدون الشعر، إلا أنَّ شعره ركيك شديد التكلُّف. لا يعرف بالتحديد زمن وفاته، ولكنَّه تُوفِّي في القرن الثالث الهجري.